# Simple & Funky (album)
A "Simple & Funky" című debütáló album a francia Alliance Ethnik nevű hiphopcsapat első, és legsikeresebb albuma, melyből 225.000 eladott példányt értékesítettek.

## Megjelenések
2LP  Franciaország Delabel – 7243 8 40161 1 1
- A1	Intro	2:16
- A2	Respect	4:34
- A3	L'Union Du Son	4:15
- A4	Demi-Tour Vers Le Future	3:37
- B1	Non Stop	2:56
- B2	Sincérité & Jalousie	3:15
- B3	Je Conjugue...	0:43
- B4	Salsalliancia	3:22
- C1	Qui Paye Ses PV?	3:43
- C2	L'Original	4:55
- C3	Psycho Funk D'Alliance	4:23
- C4	Ainsi Va La Vie	1:00
- D1	Simply & Funky	3:41
- D2	Voulez-Vous, Rendez-Vous	4:03
- D3	Jamais À L'Heure	4:00

A CD változatra bónusz dalként került fel a Honesty & Jalousie (Fais Un Choix Dans La Vie) című dal, mely kislemezen is megjelent.

### Slágerlista
| Év   | Cím            | Slágerlista | Slágerlista | Slágerlista | Díjak, jelölések (FR) |
| Év   | Cím            | FR          | BEL (WA)    | SWI         | Díjak, jelölések (FR) |
| ---- | -------------- | ----------- | ----------- | ----------- | --------------------- |
| 1995 | Simple & Funky | 9           | 5           | 19          | Platina               |